# Aglaia membranifolia
Espèce
Statut de conservation UICN

 VU A1c : Vulnérable
Aglaia membranifolia est une espèce de plantes de la famille des Meliaceae.

## Publication originale
- Journal of the Asiatic Society of Bengal. Part 2. Natural History 64(2): 75. 1895.